# السيد ريسلينغ الثاني
جون فرانسيس ووكر (بالإنجليزية: Mr. Wrestling II)‏ (10 سبتمبر 1934 – 10 يونيو 2020) كان مصارعًا محترفًا من الولايات المتحدة الأمريكية، وقد عُرف باسم الحلبة السيد ريسلينغ الثاني. يشتهر بظهوره مع منظمة تشامبيونشيب ريسلينغ فروم فلوريدا وجورجيا تشامبيونشيب ريسلينغ في سبعينيات ومطلع الثمانينيات من القرن الماضي.

## مهنة المصارعة المحترفة

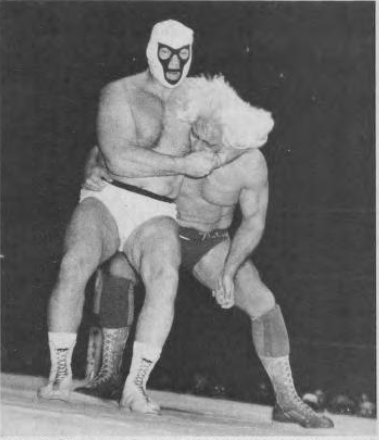
تظهر هذه الصورة القديمة (١٩٨٢م): السيد ريسلينغ الثاني وهو في إحدى مبارياته،وهو مسك بخصمه.

### بداية حياته المهنية (1956–1964)
تم تدريب ووكر على يد توني موريلي وبات أوكونور. لقد ظهر لأول مرة في عام 1955 تحت اسم الحلبة جوني ووكر.
بعد ظهوره كمصارع، أمضى ووكر جزءً كبيرًا من مسيرته المبكرة (تقريبًا من أواخر الخمسينيات إلى الستينيات) كمصارع مسافر بشخصية جوني «المطاطي» ووكر، وقد كان أحد ركائز مروج مباريات المصارعة في هيوستن بول بوتش. لقد أعطاه بوش اللقب بسبب مرونته.
تقاعد ووكر في عام 1964.

### ذا غرابلير (1967–1972)
خرج ووكر من تقاعده في عام 1967. وفي أوائل سبعينيات القرن العشرين، تصارع ووكر على الدائرة المستقلة في فلوريدا تحت قناع بشخصية «ذا غرابلير».

### السيد ريسلينغ الثاني (1972–1990)
في عام 1972، كان ووكر شبه متقاعد ويدير محطة للغاز في تينيسي وقد طلب منه مروج مباريات المصارعة في جورجيا، بول جونز، وكاتبه للمباريات ليو غاريبالدي أن يعود إلى المصارعة باعتباره السيد ريسلينغ الثاني المقنع. تم تقديمه في الأصل كشريك للسيد ريسلينغ (تيم وودز) الأصلي، وقد كان ووكر يحل محله في عدة مناسبات. كان إدي غراهام، صاحب منظمة إن دبليو إيه فلوريدا، أيضًا جزءً من العرض الترويجي لجورجيا. كان غراهام يرسل المواهب ذهابًا وإيابًا بين العرضين بسبب الحرب الترويجية التي وقعت في أتلانتا بسبب نزاع مع أرملة راي غونكل آن غونكيل وتحالفها مع منظمة آول ساوث ريسلينغ.
أصبح ووكر، بشخصية السيد ريسلينغ الثاني، بمثابة نجم سحب فوري وأهم أسطورة للأراضي، مما أدى إلى فوزه ببطولة الوزن الثقيل جورجيا عشر مرات. خلال فترة ووكر في جورجيا بشخصية السيد ريسلينغ الثاني، كان يعتبر أحد المصارعين الخمسة الأكثر شهرة في الولايات المتحدة. كما اجتذب تشجيعًا رفيع المستوى من جيمي كارتر، حين كان في ذلك الوقت حاكم جورجيا. (انظر أدناه)
في حين أن معظم حياته المهنية خلال سبعينيات وثمانينيات القرن الماضي كانت مركزة على الركن الجنوبي الشرقي للولايات المتحدة، فقد ظهر أيضًا بشكل بارز في ميد ساوث ريسلينغ خلال عامي 1983 و1984 كمدرب ومعلم لمصارع شاب يدعى ماغنوم تي إيه. لقد بثت مقاطع فيديو قصيرة على شاشات التلفزيون، واستضافه ريزور بودين وجيم روس، حيث ظهر السيد ريسلينغ الثاني بعيدًا عن الحلبة مع ماغنوم وهو يناقش فلسفته في مواجهة نجم شاب صاعد في دور «مدرب» أو عرض جلسات تدريبية مع الاثنين. لقد فازا، كفريق ثنائي، أيضًا بلقب الفرق الثنائية في المنظمة من بوتش ريد وجيم نيدهارت في 25 ديسمبر 1983.
لقد زُرعت بذور الخيبة على طول الطريق، مما أدى إلى انشقاق الاثنين وبداية عداوة بينهما. لقد انقلب السيد ريسلينغ الثاني على ماغنوم في مباراة فريق ثنائي ضد ميدنايت إكسبريس، والتي شهدت نزيف ماغنوم. وفي برنامج الأسبوع التالي، ألقى السيد ريسلينغ الثاني المنشفة حيث كلف ماغنوم مباراة ضمن مسابقة بطولة التلفزيون في المنظمة زاعمًا أن ماغنوم تم قطعه (أي شجه) بشكل سيء للغاية بحيث لا يمكنه الاستمرار. سبق للسيد ريسلينغ الثاني أن فاز في وقت سابق ببطولة أمريكا الشمالية ميد ساوث من جانكيارد دوغ، والتي فاز بها ماغنوم منه بتلسا في أوكلاهوما في 13 مايو 1984.

### وورلد ريسلينغ فيدرايشن (1984–1986)
في عام 1984، وقع ووكر في وقت لاحق مع فينس مكماهون لمنظمة وورلد ريسلينغ فيدرايشن كجزء من توسع مكماهون الوطني. ومع ذلك، ولأنه كان في أواخر حياته المهنية، فقد كان ووكر يستخدم بشكل رئيسي كموهبة تعزيزية (جوبر) ونادرًا ما ظهر على شاشة التلفزيون، ولم يظهر سوى حفنة من المرات. لقد أمضى عامين في دبليو دبليو إف قبل مغادرته عام 1986.

### مهنة لاحقة (1986–1990)
في عام 1986، عمل السيد ريسلينغ الثاني في كونتينينتال تشامبيونشيب ريسلينغ حيث كانت له عداوة مع بوب أرمسترونغ. في 5 مايو، خسر مباراة الخاسر يغادر البلدة أمام آرمسترونغ. عاد إلى كونتينينتال في عام 1987، وتنازع مع جيري ستابس. لقد عمل لاحقًا في ساوثرين تشامبيونشيب ريسلينغ في عام 1988، وهزم بات روز في برنامج فايف ستار ريسلينغ التلفزيوني في عام 1990.

### هاواي تشامبيونشيب ريسلينغ (2007)
كان السيد ريسلينغ الثاني هو مدير علاقات المواهب في هاواي تشامبيونشيب ريسلينغ. وفي 13 أكتوبر 2007، خرج من التقاعد وفاز ببطولة فريق بطولة الفرق الثنائية كيكاولايك التراثية إش سي دبليو مع السيد ريسلينغ الثالث، محمي السيد ريسلينغ الثاني.

## الإرث
اعتبر جيمي كارتر، حاكم جورجيا ورئيس الولايات المتحدة في وقت لاحق خلال فترة ذروة شهرة السيد ريسلينغ الثاني في سبعينيات القرن العشرين، أنه مصارعه المفضل لديه وكذلك مفضل والدته. تمت دعوة ووكر إلى حفل تنصيب كارتر، لكنه رفض الدعوة في النهاية. أصر جهاز الخدمة السرية الأمريكية على أن يبدو ووكر مكشوف الوجه لأسباب أمنية. وبسبب شعبيته في ذلك الوقت تحت القناع، لم يستطع ووكر تبرير التداعيات المحتملة لهويته. لكنه تمتع، بشخصية السيد ريسلينغ الثاني، في مناسبات عديدة بجمهور خاص مع ليليان كارتر. لقد واجه التفتيش من جهاز الخدمة السرية في هذه المناسبات أيضًا دون وقوع أي حادث.

## الحياة الشخصية
كان لدى ووكر 3 أبناء مع زوجته أوليفيا وهم جون جونيور، وروبرت، ومايك. كانت زوجته خيّاطة وصانعة ملابس. كان العديد من عملائها من فنانين موسيقى الكانتري بينهم بورتر واغونر. وخلال مقابلة، ذكر ريك فلير أن العديد من أرديته كانت من صنعها. توفيت أوليفيا في أكتوبر 2000.

## الموت
في 10 يونيو 2020، أفاد بيل أبتر أن ووكر قد مات.

## البطولات والإنجازات
- بيغ تايم تليفزيون
  - بطولة بيغ تايم تليفزيون (مرتين)[9]
- تشامبيونشيب ريسلينغ فروم فلوريدا
  - بطولة الوزن الثقيل فلوريدا إن دبليو إيه (مرتين)
  - بطولة الفرق الثنائية فلوريدا إن دبليو إيه (مرة واحدة) - مع بوريس مالينكو
  - بطولة الوزن الثقيل الجنوبية إن دبليو إيه (نسخة فلوريدا) (مرة واحدة)
- كونتينينتال تشامبيونشيب ريسلينغ
  - بطولة الوزن الثقيل آلاباما إن دبليو إيه (مرة واحدة)
- ديب ساوث ريسلينغ
  - بطولة دي إس دبليو الأمريكية (مرة واحدة)
  - بطولة جنوب ديب للوزن الثقيل (مرة واحدة)
- هاواي تشامبيونشيب ريسلينغ
  - بطولة الفرق الثنائية كيكاولايك التراثية إش سي دبليو (مرة واحدة) - مع السيد ريسلينغ الثالث
- ميد ساوث سبورت / جورجيا تشامبيونشيب ريسلينغ
  - بطولة الوزن الثقيل جورجيا إن دبليو إيه (10 مرات)
  - بطولة الوزن الثقيل ماكون إن دبليو إيه (4 مرات)
  - بطولة الفرق الثنائية جورجيا إن دبليو إيه (5 مرات) - مع بوب أورتن الابن (1) والسيد ريسلينغ الأول (3 مرات) وتوني أتلاس (مرة واحدة)
  - بطولة الفرق الثنائية ماكون إن دبليو إيه ( 3 مرات) - مع السيد ريسلينغ الأول (مرتان) جيري لولر (1)
  - بطولة الفرق الثنائية الجنوبية إن دبليو إيه (نسخة جورجيا) (مرة واحدة) - مع بيل درومو
- التحالف الوطني للمصارعة
  - قاعة المشاهير إن دبليو إيه (فئة 2012)[10]
- إن دبليو إيه تري ستايت / ميد ساوث ريسلينغ أسوسيايشن
  - بطولة الوزن الثقيل لجنوب ميسيسيبي (مرة واحدة)
  - بطولة منتصف أمريكا الشمالية (مرة واحدة)
  - بطولة الفرق الثنائية ميد ساوث (مرتان) - مع تايغر كوناي الابن (مرة واحدة)، و ماغنوم تي إيه (مرة واحدة)
  - بطولة الوزن الثقيل الأمريكية الشمالية (نسخة تري ستايت) (مرة واحدة)
- بيغ تايم ريسلينغ إن دبليو إيه
  - بطولة الفرق الثنائية تكساس إن دبليو إيه (مرة واحدة) - مع أميزينغ زوما
- منتصف أمريكا إن دبليو إيه
  - بطولة الفرق الثنائية الجنوبية إن دبليو إيه (نسخة ميد أمريكا) (9 مرات) - مع كين لوكاس (مرتان)، وبوب رامستيد (مرة واحدة)، وصنداون كيد (مرة واحدة)، ودينيس هول (3 مرات)، وتوجو ياماموتو (مرة واحدة)، وبيركات براون (مرة واحدة)
  - بطولة الوزن الثقيل الصغير الأمريكية الصغيرة إن دبليو إيه (4 مرات)
  - بطولة الفرق الثنائية الأمريكية إن دبليو إيه (نسخة ميد أمريكا) (مرة واحدة) – مع أوني مايفيا[11] [12]
  - بطولة الفرق الثنائية العالمية إن دبليو إيه (نسخة ميد أمريكا) (4 مرات ) - مع لين روسي (مرتان) وبيركات براون (مرتان)
- تحالف مصارعة أمريكا الشمالية
  - بطولة التلفزيون إن إيه دبليو إيه (مرة واحدة)
- قاعة مشاهير ومتحف المصارعة المحترفين
  - فئة 2014[13]
- برو المصارعة المصور  [لغات أخرى]‏
  - مصارع PWI للسنة (1975)
  - مصارع PWI الأكثر شعبية للسنة (1980)
- بطولة جنوب المصارعة (جورجيا)
  - بطولة الفرق الثنائية إس سي دبليو (مرة واحدة) - مع راينجير روس
- ورلد تشامبيونشيب ريسلينغ
  - قاعة المشاهير دبليو سي دبليو (صف 1993)
- ريسلينغ أوبسيرفير نيوزليترز أوواردز
  - الأكثر مبالغة (1980)

فاز هو وتوني أطلس ببطولة فريق بطولة الفرق الثنائية العالمية إن دبليو إيه (نسخة منتصف الأطلسي) في وقت واحد. ومع ذلك، فإن عهدهما والفوز ليس رسميًا ولا يعترف بهما.

## روابط خارجية
- السيد ريسلينغ الثاني على موقع IMDb (الإنجليزية)
- السيد ريسلينغ الثاني على موقع CageMatch worker (الإنجليزية)
- السيد ريسلينغ الثاني على موقع قاعدة بيانات المصارعة على الإنترنت (الإنجليزية)
- السيد ريسلينغ الثاني على موقع عالم المصارعة على الإنترنت (الإنجليزية)
- السيد ريسلينغ الثاني على موقع عالم المصارعة على الإنترنت (الإنجليزية)

- تاريخ مصارعة جورجيا - جوني ووكر
- متحف المصارعة - صور وسيرة السيد ريسلينغ الثاني
- هاواي تشامبيونشيب ريسلينغ
- Crowther، Linnea (11 يونيو 2020). "Johnny Walker (1934–2020), pro wrestler known as "Mr. Wrestling II"". legacy.com. مؤرشف من الأصل في 2020-06-19.